# Тишківська сільська рада (Добровеличківський район)
| Тишківська сільська рада — колишній орган місцевого самоврядування у Добровеличківському районі Кіровоградської області з адміністративним центром у с. Тишківка. Сільській раді підпорядковані населені пункти: - с. Тишківка - с. Андріївка - с. Богданівка |

## Склад ради
Рада складається з 20 депутатів та голови.

### Керівний склад ради
| ПІБ                    | Основні відомості                                                               | Дата обрання | Дата звільнення |
| ---------------------- | ------------------------------------------------------------------------------- | ------------ | --------------- |
| Куліш Петро Васильович | Сільський голова, 1963 року народження, освіта, член Ліберальної партії України | 26.03.2006   | 31.10.2010      |
| Куліш Петро Васильович | Сільський голова, 1963 року народження, освіта вища, безпартійний               | 31.10.2010   |                 |

Примітка: таблиця складена за даними джерела

## Населення
Згідно з переписом УРСР 1989 року чисельність наявного населення села становила 4354 особи, з яких 1956 чоловіків та 2398 жінок.
За переписом населення України 2001 року в селі мешкала 3851 особа.

### Мова
Розподіл населення за рідною мовою за даними перепису 2001 року:
| Мова       | Відсоток |
| ---------- | -------- |
| українська | 96,39 %  |
| російська  | 2,36 %   |
| молдовська | 0,65 %   |
| білоруська | 0,26 %   |
| вірменська | 0,21 %   |